# Catocala fulminea
Catocala fulminea, soms in het Nederlands "geel weeskind" genoemd, is een nachtvlinder uit de familie van de spinneruilen (Erebidae). 
De vlinder heeft een spanwijdte van 44 tot 52 millimeter. De soort overwintert als ei.
De vlinder komt voor Midden-Europa, Zuid-Europa, Oost-Azië en Siberië. Uit Nederland en België is de vlinder niet bekend.
Waardplanten van Catocala fulminea zijn prunus, meidoorn, peer en eik.